# TJ Spartak Budišov nad Budišovkou
TJ Spartak Budišov nad Budišovkou je český amatérský fotbalový klub který hraje od sezóny 2025/2026 1. B třídu Moravskoslezského kraje.
V sezóně 2023/2024 skončil A-tým TJ Spartak Budišova nad Budišovkou na 1. místě 1. B třídy Moravskoslezského kraje, skupiny A se ziskem 60 bodů a skórem 85:29. Díky tomu si klub vybojoval postup do 1. A třídy Moravskoslezského kraje (6. úroveň českého fotbalu).
Následující sezónu však tým obsadil 12. (sestupové) místo a po jediném roce se vrátil zpět do 1. B třídy.

## Historie
TJ Spartak Budišov nad Budišovkou je tělovýchovná jednota působící v Budišově nad Budišovkou v Moravskoslezském kraji. Založena byla 18. června 1946 pod názvem Sokol Budišov, prvním starostou se stal Antonín Malínek [zdroj?].
V roce 1952 získal fotbalový oddíl krajskou příslušnost [zdroj?] a v roce 1957 došlo k přejmenování na TJ Spartak Budišov nad Budišovkou [zdroj?]. V sezóně 1964/1965 postoupilo mužstvo do okresního přeboru [zdroj?] a v roce 1969 byla dokončena nová tribuna i volejbalový kurt; žáci tehdy postoupili do krajského přeboru [zdroj?].
Roku 1975 se uskutečnilo exhibiční utkání s internacionály Dukly Praha, v jejímž dresu nastoupili hráči kteří se účastnily na MS ve fotbale z roku 1962, například Josef Masopust nebo Ladislav Novák [zdroj?]. Téhož roku vyhořely kabiny na hřišti, jejichž nová výstavba byla dokončena v roce 1980 [zdroj?]. V roce 1982 vyhrál oddíl okresní pohár a nastoupil do předkola krajského poháru [zdroj?].
Po roce 1990 došlo k rekonstrukci travnaté plochy. [zdroj?]. Roku 1996 proběhly oslavy 50 let založení jednoty a v roce 1999 mužstvo mužů postoupilo do krajské soutěže, kde setrvalo dvě sezóny [zdroj?]. V roce 2001 se oslavovalo 55. výročí TJ společně s 700 lety města Budišova nad Budišovkou [zdroj?]. K šedesátému výročí v roce 2006 bylo otevřeno víceúčelové hřiště s umělým povrchem [zdroj?].
Roku 2015 byla dokončena sportovní hala a nové šatny [zdroj?], v roce 2016 následovaly oslavy 70 let jednoty, jejichž součástí bylo utkání starých gard s Baníkem Ostrava (také stará garda) [zdroj?]. 
V sezóně 2017/18 postoupili muži do 1.B třídy [15]. V sezóně 2023/24 vyhráli 1. B třídu Moravskoslezského kraje a postoupili do 1. A třídy [16]; následující sezónu sestoupili zpět do 1. B třídy [17].

## Sezónní výsledky (2015-2025)
- 2015/16 – 8. liga – Přebor muži – 5. místo
- 2016/17 – 8. liga – Přebor muži – 3. místo
- 2017/18 – 8. liga – Přebor muži – 1. místo (POSTUP)
- 2018/19 – 7. liga – 1. B třída – 6. místo
- 2019/20 – 7. liga – 1. B třída – zrušeno (COVID)
- 2020/21 – 7. liga – 1. B třída – zrušeno (COVID)
- 2021/22 – 7. liga – 1. B třída – 3. místo
- 2022/23 – 7. liga – 1. B třída – 4. místo
- 2023/24 – 7. liga – 1. B třída – 1. místo (POSTUP)

- 2024/25 – 6. liga – 1. A třída – 12. místo (SESTUP)
- 2025/26 – 7. liga – 1. B třída

## Historické názvy klubu
- TJ Sokol Budišov nad Budišovkou (od založení 1946, první)
- TJ Okula Budišov nad Budišovkou
- TJ Tatran Budišov nad Budišovkou

- TJ Spartak Budišov nad Budišovkou (od roku 1957, současný název)